# Брейман, Мейсон
Ме́йсон Бре́йман (англ. Mason Brayman; 23 мая 1813, Буффало, Нью-Йорк — 27 февраля 1895, Канзас-Сити, Миссури) — 7-й губернатор территории Айдахо в 1876—1880 годы, бригадный генерал времён Гражданской войны в США.

## Ранние годы
Мейсон Брейман родился в Буффало в штате Нью-Йорк 23 мая 1813 года. Он рос на ферме в религиозной семье. В 17 лет он пошёл набойщиком в местную газету «Buffalo Journal», а через год стал начальником цеха. В 1834 году Брейман перевёлся в пропрезидентскую газету «Buffalo Bulletin», которая занималась агитацией в пользу демократов. Помимо работы в газетах он изучал право и в 1836 году вступил в адвокатскую ассоциацию штата Нью-Йорк. В следующем году Брейман перешёл редактором в газету «Lousiville Advertiser» и в этом же году женился. В 1842 году он переехал в Спрингфилд в штате Иллинойс. В 1843 году Брейман вошёл в состав комиссии штата, занимавшейся переселением мормонов из города Наву. В 1844—1845 годах под руководством губернатора Томаса Форда он занимался пересмотром законодательных актов штата. В 1851 году Брейман устроился адвокатом при центральной железной дороге Иллинойса и занимался финансовыми вопросами. Спустя четыре года он устроился управляющим на железную дорогу Кейро — Фултон.

## Гражданская война
В августе 1861 года Брейман вступил в ряды федеральной армии в звании майора в 29-й Иллинойский пехотный полк. 15 апреля 1862 года он получил звание полковника. После сражения за форт Донелсон Брейман навсегда перестал бриться, и к концу жизни его борода доросла до пояса. В сражении при Шайло он отличился успешным руководством сбором войск под вражеским огнём. 24 сентября 1862 года Брейман был повышен в звании до бригадного генерала.

## Послевоенная деятельность
24 августа 1865 года Брейман подал в отставку. Он вернулся в Спрингфилд и вновь занялся газетным делом, пока 24 июля 1876 года президент Грант не назначил его на должность губернатора территории Айдахо. Поначалу у местных жителей складывалось скептическое мнение о новом губернаторе, как о неопытном новичке. В рамках 9-й законодательной сессии, проходившей декабре 1876 года, Брейман провёл несколько административных и экономических реформ. Во время губернаторства Брейман неоднократно вступал в конфронтацию с антимормонской организацией влиятельных республиканцев из Бойсе, так называемое «Кольцо Бойсе» (англ. Boise Ring). Также в период его нахождения в должности губернатора произошло два крупных вооружённых столкновения с индейцами не-персе и банноками. Президент Хейз планировал сместить Бреймана с губернаторской должности и назначить вместо него бывшего губернатора Аризоны Джона Хойта. Однако последний, осведомившись о политической ситуации в Айдахо, отказался от должности. Кроме того, в поддержку Бреймана жителями штата было подписано 4 петиции: одна от мормонов, другая от жителей северных округов и ещё две от противоборствующих «Кольцу» объединений. В результате Хейз был вынужден оставить Бреймана в должности ещё на один срок. 4 августа 1880 года Брейман ушёл в отставку и переехал в Канзас-Сити, где и скончался 27 февраля 1895 года.